# Ceto, Lombardiet
Ceto är en ort och kommun i provinsen Brescia i regionen Lombardiet i Italien. Kommunen hade 1 864 invånare (2018).